# قائمة خربشات جوجل في 2015
خربشة جوجل هي نسخة فنية من شعار جوجل. وتوضع في موقع جوجل للاحتفال بحدث أو شخصية ما.

## يناير
- 25 يناير: خربشة جوجل ليوسف شاهين وهو يحمل كاميرا بمناسبة الذكرى الـ89 لميلاده، في نطاقات جوجل في الدول العربية.[1]

## فبراير
- 18 فبراير: احتفل محرك البحث “جوجل”، بالذكرى 270 لميلاد العالم الإيطالي ألساندرو فولتا، مخترع البطارية الكهربائية. واستبدل جوجل شعاره بـ”بطارية مضيئة”.[2]

## مارس
- 15 مارس: خربشة جوجل لمومياء فرعونية والمخرج المصري شادي عبد السلام مخرج فيلم المومياء بمناسبة الذكرى الـ85 لميلاده، في نطاقات جوجل في البلدان العربية.[3]
- 31 مارس 2015: خربشة جوجل للوحة للفنان التشكيلي المصري سيف وائلي بمناسبة الذكرى الـ109 لميلاده، في نطاقات جوجل في البلدان العربية.[4]

## أبريل
- 22 أبريل: احتفل محرك البحث «جوجل»، على صفحته الرئيسية بيوم الأرض العالمي.[5]

## مايو
- 26 مايو: احتفل محرك البحث العالمى جوجل، بذكرى ميلاد رائدة الفضاء العالمة سالى رايد، أول أمريكية تسافر إلى الفضاء.[6]

## يونيو
- 10 يونيو 2015: خربشة جوجل لعدة مثلثات فيها زوايا وصورة لعالم الرياضيات الفارسي المسلم أبو الوفاء البوزجاني بمناسبة الذكرى الـ1075 لميلاده، وذلك في نطاقات جوجل في الدول العربية.[7]
- 21 يونيو 2015: خربشة جوجل لفيديو لبطريق وثعلب وضبع وإنسان مع صغارهم بمناسبة الاحتفال بعيد الأب، وذلك في نطاقات جوجل في عدة بلدان حول العالم.[8]

## يوليو
- 7 يوليو: خربشة جوجل لعنوان فيلم ياباني بمناسبة الذكرى الـ114 لميلاد مخرج الصور المتحركة الياباني إيجي تسوبورايا، وذلك في نطاقات جوجل حول العالم.[9]
- 14 يوليو: خربشة جوجل لمسبار فضائي يدور حول كوكب بمناسبة اقتراب المسبار نيو هورايزونز من كوكب بلوتو، وذلك في نطاقات جوجل حول العالم.[10]
- 14 يوليو: خربشة جوجل بمناسبة الاحتفال بالعيد الوطني الفرنسي، وذلك في نطاق جوجل فرنسا.

## أغسطس
- 8 أغسطس: خربشة جوجل للكاتبة المصرية لطيفة الزيات ممسكة بورقة مكتوب عليها «ليلى» وهي إحدى شخصيات روايتها «الباب المفتوح» الصادرة في 1960، بمناسبة الذكرى الـ92 لميلادها.[11]، وذلك في نطاقات جوجل في الدول العربية.
  - خريشة جوجل لقمة جبل مون بلون في الحدود الفرنسية الإيطالية بمناسبة الذكرى الـ229 لتسلقه أول مرة وذلك في نطاقات جوحل في فرنسا وفنلندا وكندا والهند وبلدان أخرى.[12]
  - خربشة جوجل لعدة حيوانات رفقة صغارها ولأب مع ولده بمناسبة عيد الأب في تايوان، وذلك في نطاق جوجل تايوان.[13]

## سبتمبر
- 27 سبتمبر: احتفل محرك البحث الشهير «جوجل» بعيد ميلاده الـ17، وذلك بتغيير واجهة الصفحة الرئيسة لموقعه في جميع أنحاء الدول.[14]

## أكتوبر
- 29 أكتوبر: إحتفل محرك قوقل بعيد الجمهورية التركية من خلال رسم شعار (Google)على صفحتها الرئيسية على نطاق تركيا.[15]

## نوفمبر
- 6 نوفمبر: خربشة جوجل للموسيقي البلجيكي أدولف ساكس وهو يعزف على آلة الساكسفون بمناسبة الذكرى الـ201 لميلاده، وذلك في خربشات جوجل حول العالم.[16]
- 18 نوفمبر: خربشة جوحل لمنظر جبلي فوق علم عمان بمناسبة العيد الوطني لعمان الخامس والأربعون، وذلك في نطاق جوجل عمان.[17]

## ديسمبر
- 17 ديسمبر: احتفل محرك البحث جوجل، بالذكرى الـ245 لميلاد الموسيقار الألماني «لودفيج فان بيتهوفن».[18]